# 車いすテニス優勝者一覧
車いすテニス優勝者一覧（くるまいすテニスゆうしょうしゃいちらん）
- 車いすテニス男子優勝者一覧
- 車いすテニス女子優勝者一覧
- 車いすテニスクアード優勝者一覧